# Jakob Bucher

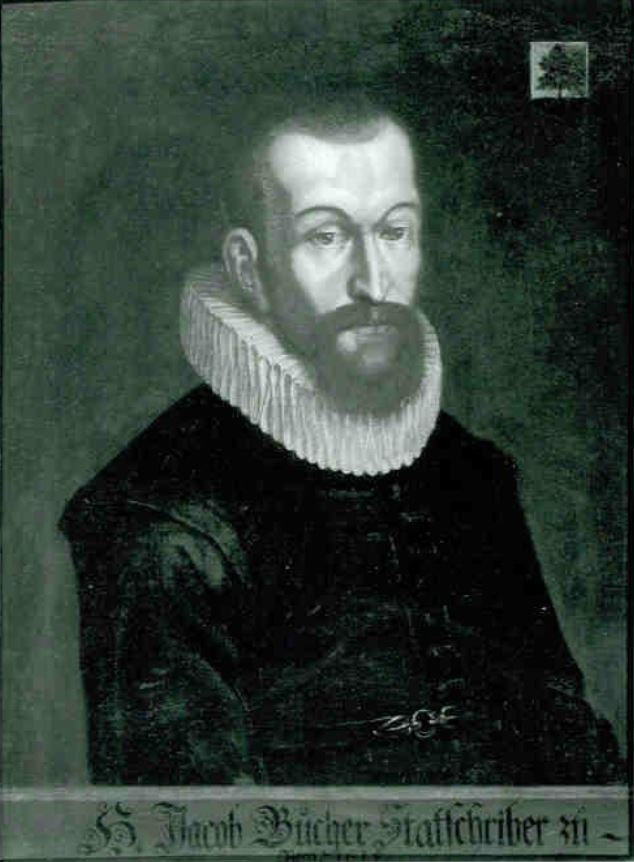
Jakob Bucher (1615)

Jakob Bucher (* 1575; † 1617) war ein Schweizer Politiker und Spross der Patrizierfamilie Bucher.
Jakob Bucher kam als Sohn von Jakob Bucher dem Älteren (1543–1616) und der Anna Schöpf (Tochter des Thomas Schöpf) zur Welt. Er gelangte 1606 in den Grossen Rat, wurde 1608 Ratsschreiber und 1612 Stadtschreiber. Er verfasste das Buchersche Regimentsbuch.